# Трещалов Володимир Леонідович
Володимир Леонідович Трещалов (25 вересня 1937, Москва—15 грудня 1998, Москва) — радянський і російський актор театру і кіно.

## Життєпис
Володимир Трещалов народився в Москві, батько був командиром кремлівського полку.
Навчався в Суріковському художньому училищі на народно-прикладному відділенні (філігрань по сріблу)
У 1958 році, будучи курсантом Саратовського прикордонного училища, перебуваючи в нетверезому стані, спровокував бійку з цивільною особою, в бійці застосував ніж і був засуджений військовим трибуналом на вісім років позбавлення волі. Був звільнений достроково.
Закінчів Російський інститут театрального мистецтва.

## Фільмографія
- 1964 — «Весняні турботи» — Сергій
- 1965 — «Іду на грозу» — баскетболіст
- 1973-1977 — «Блокада» — полковник Никифор Замировський
- 1989 — «Бархан» — Петрович
- 1990 — «Очищення» — коваль Меркулов
- 1991 — «Караван смерті» — Петро Юхимович
- 1991 — «Заряджені смертю» — віце-адмірал ВМФ СРСР